# Nicolò Zanon
Nicolò Zanon (Torino, 27 marzo 1961) è un avvocato e giurista italiano, professore ordinario di diritto costituzionale all'Università degli Studi di Milano, giudice della Corte costituzionale della Repubblica Italiana dal 2014 e vicepresidente dal 29 gennaio 2022 all'11 novembre 2023.

## Biografia
Nato a Torino il 27 marzo 1961, Nicolò Zanon si laurea in giurisprudenza con la votazione di 110 e lode alla locale Università con una tesi in diritto pubblico comparato. Negli anni universitari collabora con la Nuova Destra di Marco Tarchi.
Consegue poi un dottorato di ricerca in diritto comparato presso la facoltà di giurisprudenza dell'Università di Firenze.
Dal 1991 al 1996 lavora come ricercatore in diritto costituzionale comparato presso la facoltà di scienze politiche dell'Università di Torino. Dal 1996 al 1997 è l'assistente di studio del giudice costituzionale Valerio Onida presso la Corte costituzionale a Roma.
Nel frattempo, incomincia la sua carriera come docente: dal 1994 al 1997, infatti, insegna istituzioni di diritto pubblico presso l'Università Bocconi di Milano. In seguito, insegna in molti altri atenei: Padova (nel 1996), Milano-Bicocca (nel 1997) e Milano (nel 1999 e dal 2002).

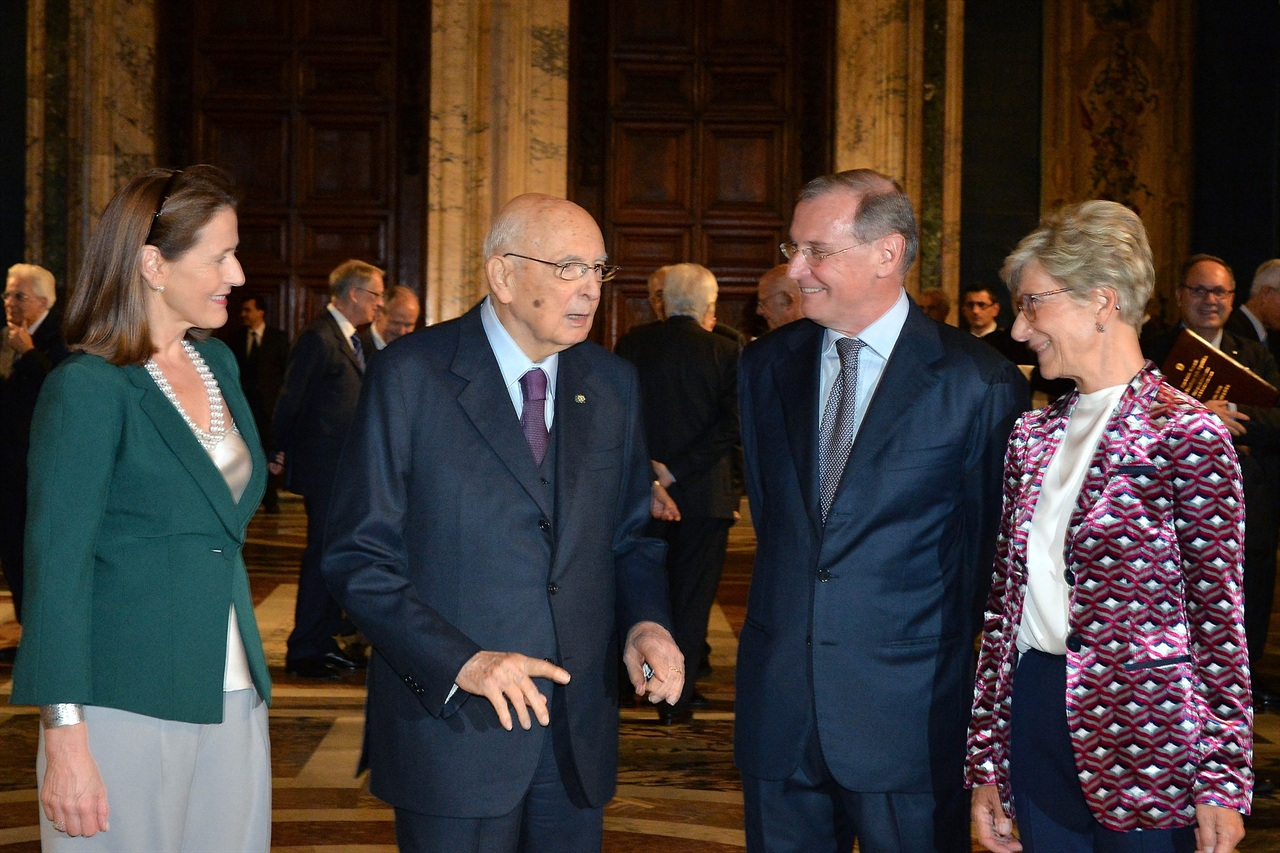
Il giudice assieme alle colleghe Sciarra e De Pretis e al Presidente della Repubblica Giorgio Napolitano nel giorno del giuramento.

Questi sono anni di intensa produzione scientifica, correlata prevalentemente ai temi connessi al diritto regionale, alla giustizia costituzionale e alla tutela dei diritti fondamentali sia nell’ordinamento italiano che in quello straniero. I suoi articoli, pubblicati su riviste giuridiche italiane e straniere, si incentrano anche sulla posizione costituzionale dei parlamentari e sulla loro tradizionale libertà da vincoli di mandato. Entra a far parte, inoltre, di comitati scientifici e di redazione di importanti riviste del settore, quali “Ideazione”, “Giurisprudenza costituzionale”, “Quaderni costituzionali” e “Percorsi costituzionali”.
Nel 1998 ha assunto l'incarico di componente del “Gruppo di lavoro per la riforma dello Statuto regionale”. 
Dal 2000 al 2010 è componente del comitato legislativo della Regione Lombardia e, per nomina dell'Università di Milano, dal 2001 al 2010 è stato membro del consiglio d'amministrazione della Fondazione italiana per la ricerca sul cancro. Inoltre, nel 2005 è consulente della Commissione parlamentare per le questioni regionali e dal 2008 è socio promotore dell'associazione "Italiadecide - Associazione di ricerca per la qualità delle politiche pubbliche", il cui presidente onorario è Carlo Azeglio Ciampi.
Nel 2009 è stato eletto dal Senato della Repubblica componente del Consiglio di presidenza della magistratura amministrativa, di cui ha presieduto, fino a luglio, la seconda commissione permanente. 
Nel luglio 2010 è stato eletto, su indicazione del PdL, membro del Consiglio superiore della magistratura con 712 voti, risultando il componente laico più votato. È stato editorialista di Libero, Il Giornale e Il Sole 24 Ore.
Ha fatto parte anche della Commissione dei 35 saggi scelti nel 2013 dal Quirinale per predisporre un progetto di riforma della seconda parte della Costituzione.
Il 18 ottobre 2014 viene nominato giudice della Corte costituzionale dal Presidente della Repubblica Giorgio Napolitano insieme con Daria de Pretis. Ha giurato l'11 novembre 2014 al Quirinale davanti alle più alte cariche dello Stato, prendendo possesso della piena funzione del suo ufficio. Si è dimesso dall'incarico il 12 marzo 2018, in seguito ad un'indagine a suo carico per peculato, ma, il giorno successivo, la Corte ha respinto le sue dimissioni. Il 28 maggio 2018 cadono le accuse a suo carico, con il procedimento che viene archiviato su richiesta della Procura stessa.
Il 29 gennaio 2022 è stato nominato vicepresidente della Corte, insieme a Silvana Sciarra e Daria de Pretis, dal neoeletto presidente Giuliano Amato. Il 20 settembre 2022 è stato confermato vicepresidente assieme a Daria de Pretis da Silvana Sciarra, appena eletta presidente. L'11 novembre 2023 è cessato dalla carica di giudice costituzionale e quindi anche di vicepresidente della Corte.
Ha in più occasioni espresso il proprio favore all'introduzione dell'istituto dell'opinione dissenziente nell'ambito del processo costituzionale.

## Vita privata
È sposato e ha tre figli.

## Opere
Ha pubblicato diversi saggi:
- L’exception d’inconstitutionnalité in Francia: una riforma difficile, Giappichelli, Torino, 1990[22].
- Il libero mandato parlamentare. Saggio critico sull’art. 67 della Costituzione, Giuffré, Milano, 1991.
- Pubblico Ministero e Costituzione, Cedam, Padova 1995.
- Diritto costituzionale dell’ordine giudiziario, Giuffré, Milano 2002.
- La procreazione medicalmente assistita. Al margine di una legge controversa, Franco Angeli, Milano, 2004 (con A.Celotto)[23].
- L'incerto federalismo – Le competenze statali e regionali nella giurisprudenza costituzionale, (con A. Concaro),  Giuffré, Milano 2005.
- Il sistema costituzionale della magistratura, Zanichelli, Bologna, 2006 (con F. Biondi), Bologna, 2011, Bologna, 2014, Bologna, 2019.
- Corti dell’integrazione europea e la Corte costituzionale italiana – Avvicinamenti, dialoghi, dissonanze, ESI, Napoli, 2006 (volume appartenente alla collana celebrativa per il cinquantenario della Corte costituzionale)[24].
- Nozioni di diritto costituzionale, Giappichelli, Torino, 2007[25].
- La giustizia civile e penale in Italia, Il Mulino, Bologna, 2008 (con P. Biavati, C. Guarnieri e R. Orlandi)[26].
- L’ordinamento giudiziario a cinque anni dalla riforma: un bilancio tra spinte all’efficienza e servizio ai cittadini: atti del Convegno di Milano, 21 giugno 2011, Milano, 2012 (con M. G. Di Renzo Villata e F. Biondi)[27].